# Orcinus
Orcinus ist eine Gattung innerhalb der Familie der Delfine, deren größte rezente Vertreter sie sind. Neben mehreren ausgestorbenen Arten wird die Gattung vom Großen Schwertwal mit seinen drei Unterarten gebildet. Die Gattung ist weltweit verbreitet, jedoch werden bevorzugt küstennahe Gewässer in höheren Breiten besiedelt.

## Beschreibung
Die rezenten Vertreter der Gattung Orcinus sind die größten Delfine. Bullen können im Extremfall bis zu 9,8 m, Kühe bis zu 8,5 m lang werden. Im Schnitt bleiben sie jedoch kleiner. Bullen haben proportional größere Flossen. Der Trivialname Schwertwal geht auf die bis zu 2 m hohe Finne der Männchen zurück.
Ein charakteristisches Merkmal ist die kontrastreiche schwarz-weiße Färbung. Der Rücken ist schwarz, während der Bauch und ein Fleck hinter jedem Auge weiß abgesetzt sind. Hinter der Finne findet sich ein grauer Sattel. Die Unterseite der Fluke ist bis auf ihre Ränder weiß. Die Ausprägung der Farben ist bei den verschiedenen Ökotypen sehr unterschiedlich. Außerdem wurden bereits mehrfach vollständig weiß gefärbte Individuen gesichtet. Auch melanistische, vollständig schwarze, Exemplare sollen bereits gesichtet worden sein.

## Innere Systematik

### Ausgestorbene Arten

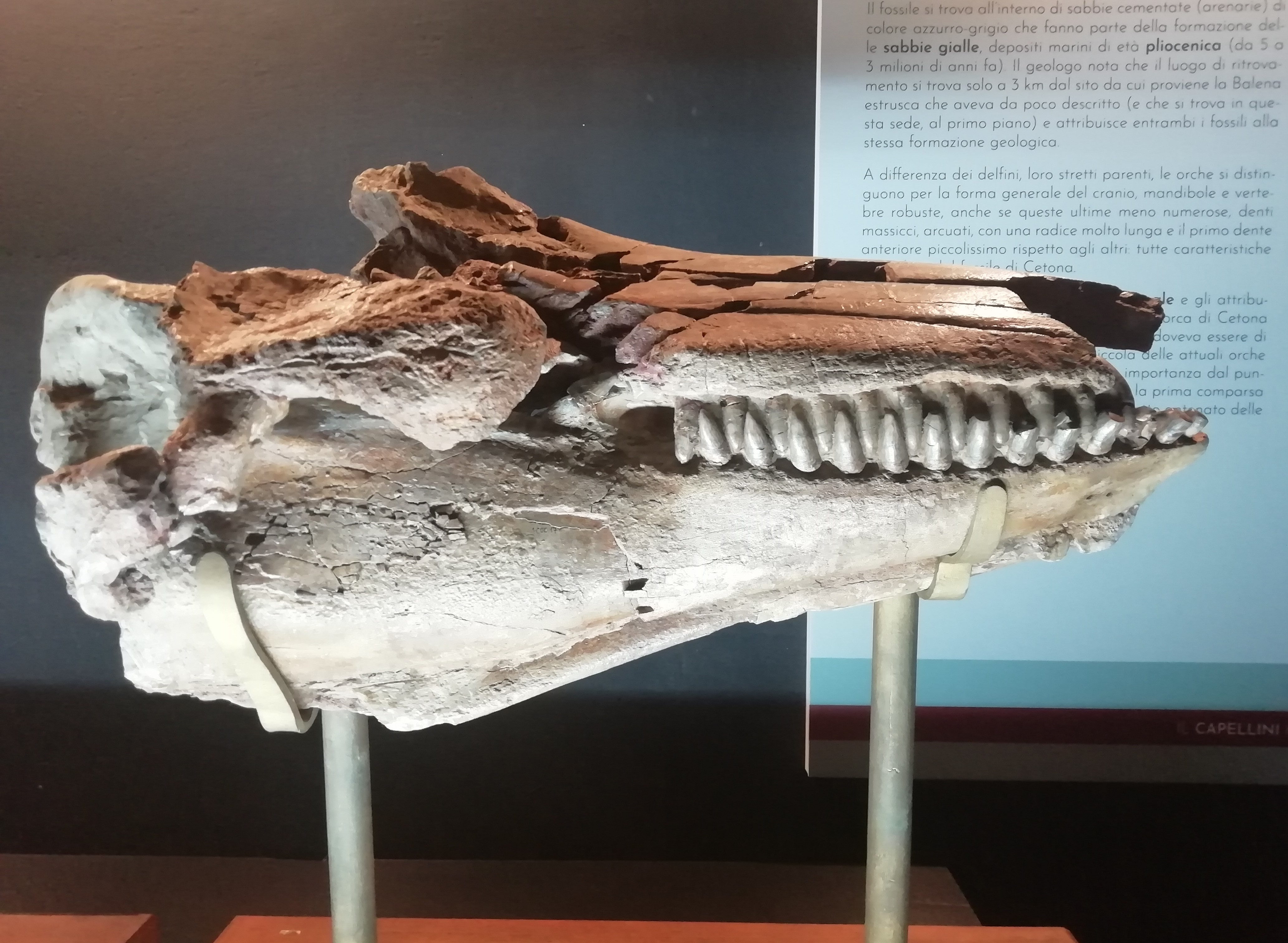
Schädel von Orcinus citoniensis

Als fossile Vertreter der Gattung gelten:
- Orcinus paleorca
- Orcinus citoniensis

Außerdem wurde die Art Orcinus meyeri beschrieben. Ihre Stellung ist umstritten.

### Rezente Arten

Äußere Unterschiede der Schwertwale der südlichen Hemisphäre

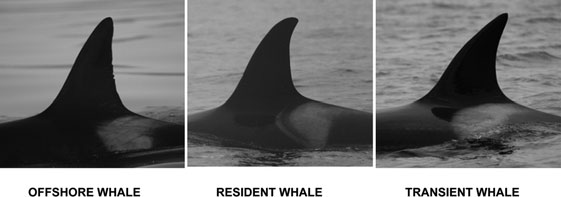
Vergleich der Finnen von Offshore-, Resident- und Transient-Schwertwalen im Nordost-Pazifik. Aus Dahlheim u. a. (2008).

Die rezenten Schwertwale werden als Art Orcinus orca mit drei Unterarten zusammengefasst. Diese werden daneben in weitere sogenannte Ökotypen unterteilt, die sich in Körperbau, Färbung, Sozialverhalten, Lautäußerungen, Verhalten und insbesondere auch anhand der bevorzugten Beutetiere unterscheiden. 
Beschrieben wurden zunächst 10 verschiedenen Typen, fünf auf der Südhalbkugel und fünf auf der Nordhalbkugel. Als Begriffe für die sehr gut untersuchten Populationen im Nordost-Pazifik vor British Columbia, Washington State und Alaska wurden die Bezeichnungen resident, transient und offshore geprägt. Im Jahr 2019 wurden erstmals Gewebeproben von Typ-D-Schwertwalen entnommen, deren Kopfbereich sich deutlich von dem anderer Schwertwale unterscheidet. Sie galten zunächst als Kandidaten für eine Artbeschreibung. Im Mai 2024 wurde eine Studie veröffentlicht, die die gut erforschten Populationen im Nordpazifik untersuchte und dabei zwei neue Arten vorschlug. Im Juli 2024 wurden drei Unterarten von Orcinus orca offiziell bestätigt:
- Residenter Schwertwal (Orcinus orca ater, Cope in Scammon, 1869).
- Gemeiner Schwertwal (Orcinus orca orca, Linnaeus, 1758).
- Bigg-Schwertwal (Orcinus orca rectipinnus, Cope in Scammon, 1869).

Ökotypen der südlichen Hemisphäre:
- Antarktischer Typ-A-Schwertwal
- Großer Typ-B-Schwertwal (Packeis-Schwertwal)
- Kleiner Typ-B-Schwertwal (Gerlache-Schwertwal)
- Typ-C-Schwertwal (Rossmeer-Schwertwal)
- Typ-D-Schwertwal

Weitere Schwertwale der nördlichen Hemisphäre:
- Offshore-Schwertwal
- Schwertwal des östlichen Nordatlantik Typ 1
- Schwertwal des östlichen Nordatlantik Typ 2

Die Ökotypen kommen oftmals sympatrisch vor, sie treten jedoch kaum in sozialen Kontakt untereinander; insbesondere kreuzen sie sich nicht. Nach der Einschätzung von Forney & Wade (2007) lassen sich die Ökotypen, nach ihrem Beuteschema, in drei Kategorien einteilen:
- Mammal-eaters (Säugetierfresser): Sie jagen insbesondere andere Meeressäuger wie Robben und Wale. Im Nordostpazifik leben einige vor allem auf Robben spezialisierte, als transient bezeichnete Populationen. Die Antarktis-A-Schwertwale sind auf die Jagd von Zwergwalen (Balaenoptera bonaerensis) spezialisiert. Ebenso findet sich in der Antarktis mit Typ B ein Robben-Spezialist, der neben Meeressäugern auch Pinguine angreift. Auch die Populationen vor Grönland haben andere Meeressäuger zur bevorzugten Beute gemacht und greifen neben Robben auch andere Wale regelmäßig an.
- Coastal Fish-eaters (Küstenfischfresser): Sie halten sich meist in der Nähe der Küste auf und jagen überwiegend Fische. Ein typisches Beispiel sind die Resident-Populationen des Nordpazifiks, ebenso gehören die Schwertwale vor Norwegen und einige weitere europäische Populationen etwa vor Island zu diesem Typ. In Neuseeland sind zwei von drei Populationen hauptsächlich Fischfresser. In der Antarktis sind die Coastal Fish-eaters durch die Typen Antarktis C und D vertreten.
- Oceanic and Neritic Killer Whales (ozeanische und neritische Killerwale): Sie sind weit weniger an Küsten gebunden als die meisten Populationen und kommen vom Kontinentalschelf bis zu 200 Meilen von der Küste entfernt vor. Über die Lebensweise von solchen Schwertwalen ist nur wenig bekannt; die Ernährung besteht offenbar hauptsächlich aus Fisch, schließt aber auch Kopffüßer und Meeressäuger ein. An der amerikanischen Westküste von Alaska bis Mexiko bekannt wurde für sie der Begriff offshore geprägt.